# Aubergine (restaurant)
Aubergine is een restaurant in het Tegelse kerkdorp Steyl, in de Nederlandse gemeente Venlo. De chef-kok is Paul Pollux, die in de leer is geweest bij Cas Spijkers.
Het restaurant bevindt zich aan de oostoever van de Maas aan de rand van het dorp Steyl. In het restaurant zijn sinds de oprichting in 2002 enkele chef-koks opgeleid. Bij De Librije in Zwolle en Beluga in Maastricht zijn voormalige koks uit Aubergine momenteel chef-koks.
Het restaurant had sinds 2006 een Michelinster, maar raakte deze eind 2018 kwijt. In de Gault Millau van 2013 scoorde Aubergine 15 op 20, een punt hoger dan in 2012.